# Yūsuke Minoguchi
Yūsuke Minoguchi (簔口 祐介?, Minoguchi Yūsuke; Hokkaidō, 23 agosto 1965) è un ex calciatore giapponese, di ruolo attaccante.

## Carriera

### Giocatore

#### Club
Ha iniziato la carriera agonistica nel Furukawa Electric Soccer Club, che assunse successivamente il nome di JEF United Ichihara Chiba, militandovi dal 1988 al 1992.
Dal 1993 al 1994 militò nel PJM Futures, mentre nelle due annate seguenti vestì le casacche dell'Avispa Fukuoka e dell'Oita Trinita.

#### Nazionale
Minoguchi venne selezionato per fare parte della spedizione nipponica alla Coppa d'Asia 1988, giocando due dei quattro incontri disputati dal Giappone. È da notare però che la Federazione calcistica del Giappone non riconosce gli incontri disputati come ufficiali, dato che furono giocati dalla seconda squadra.